# Wald (Hohenzollern)

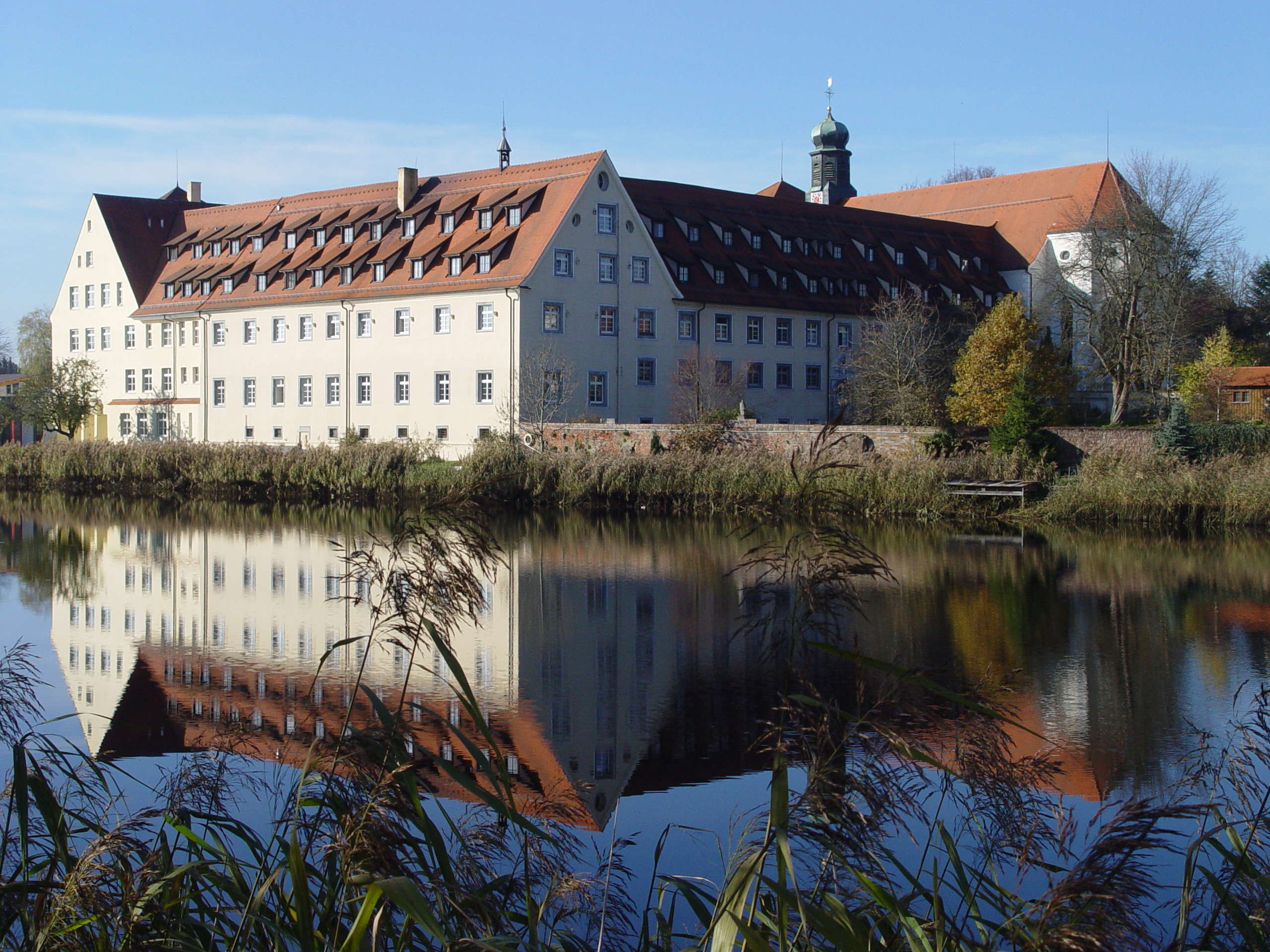
Klooster Wald

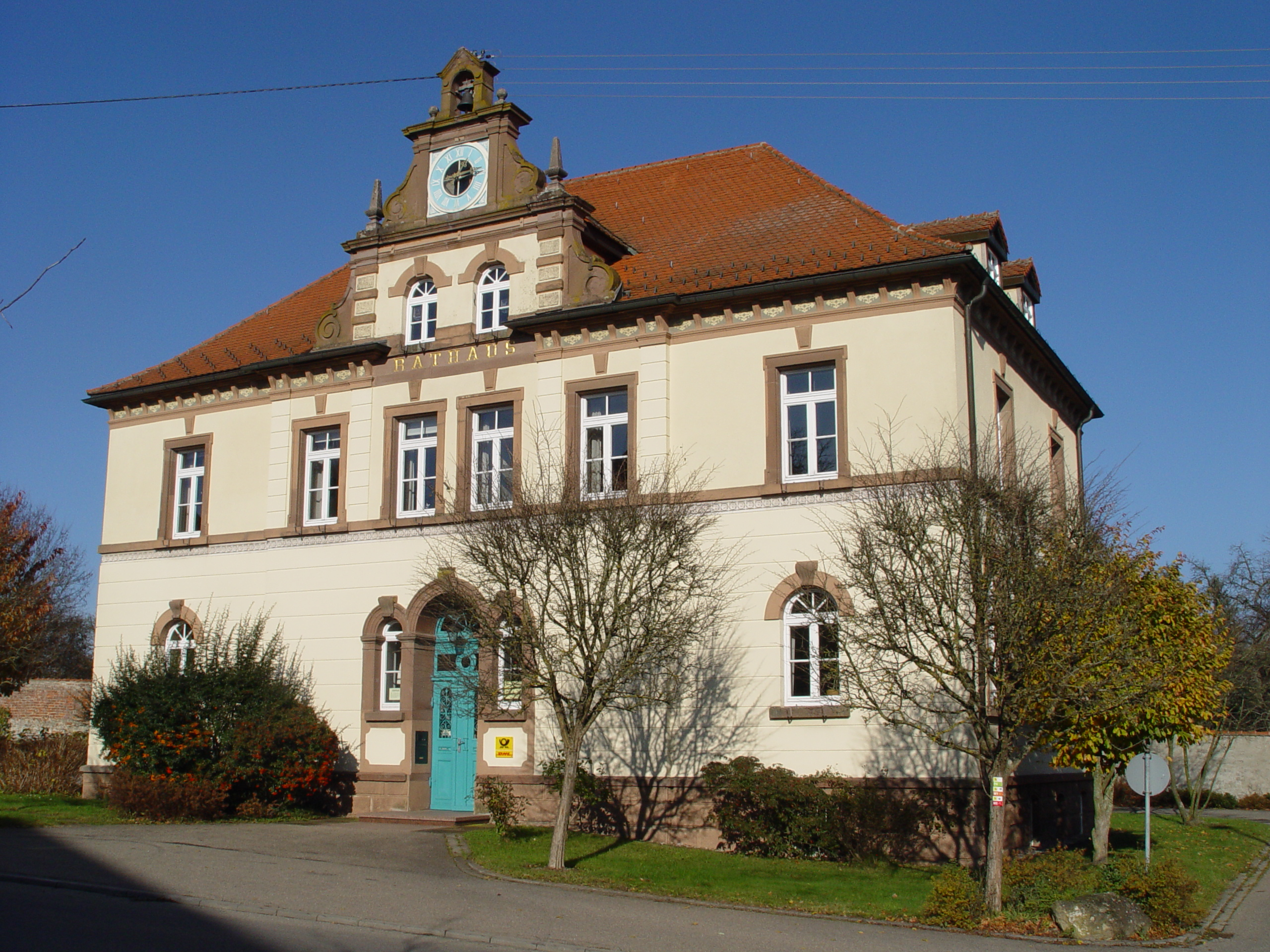
Gemeentehuis Wald

Wald is een plaats in de Duitse deelstaat Baden-Württemberg, en maakt deel uit van het Landkreis Sigmaringen.
Wald telt 2.687 inwoners.

## Plaatsen in de gemeente Wald
| Wappen         | Ortsteil           | Einwohner (2008) | Fläche    |
| -------------- | ------------------ | ---------------- | --------- |
| Wald           | Wald (hoofdplaats) | 1000             | 827,47 ha |
| Glashütte      | Glashütte          | 107              | 178,66 ha |
| Hippetsweiler  | Hippetsweiler      | 182              | 348,73 ha |
| Kappel         | Kappel             | 111              | 334,66 ha |
| Reischach      | Reischach          | 68               | 217,61 ha |
| Riedetsweiler  | Riedetsweiler      | 85               | 203,61 ha |
| Rothenlachen   | Rothenlachen       | 43               | 217,26 ha |
| Ruhestetten    | Ruhestetten        | 177              | 643,29 ha |
| Sentenhart     | Sentenhart         | 353              | 575,80 ha |
| Walbertsweiler | Walbertsweiler     | 643              | 839,57 ha |

Bad Saulgau ·
Beuron ·
Bingen ·
Gammertingen ·
Herbertingen ·
Herdwangen-Schönach ·
Hettingen ·
Hohentengen ·
Illmensee ·
Inzigkofen ·
Krauchenwies ·
Leibertingen ·
Mengen ·
Meßkirch ·
Neufra ·
Ostrach ·
Pfullendorf ·
Sauldorf ·
Scheer ·
Schwenningen ·
Sigmaringen ·
Sigmaringendorf ·
Stetten am kalten Markt ·
Veringenstadt ·
Wald